# Івангородська сотня (Уманський полк)
Івангородська сотня — адміністративно-територіальна і військова одиниця в складі Уманського полку Гетьманщини.
Сотенним містечком був Івангород.
У наявних списках Івангородська сотня на чолі з Василем Бубликом за кількістю козаків (201—202) ішла третьою, вслід за полковою Уманською та Маньківською.
Але в розписі 1654 року Івангородської сотні вже не було, натомість на її місці функціонували менші Христинівська та Орадівська сотні..